# Alex Baldoni
Alex Baldoni (Pau, Francia, 27 de diciembre de 2003) es un deportista canadiense que compite en piragüismo en la modalidad de eslalon. En los Juegos Panamericanos de 2023 obtuvo una medalla de plata en la prueba de K1 cross.

## Palmarés internacional
| Juegos Panamericanos | Juegos Panamericanos | Juegos Panamericanos | Juegos Panamericanos |
| Año                  | Lugar                | Medalla              | Competición          |
| -------------------- | -------------------- | -------------------- | -------------------- |
| 2023                 | Santiago (Chile)     | Medalla de plata     | K1 cross             |